# Regroupement de crédit
Le regroupement de crédits est une technique financière qui consiste à consolider différentes dettes, différents crédits, en les regroupant en un seul crédit, rééchelonné sur une durée plus longue. L’emprunteur rembourse une seule  mensualité, ce qui réduit sa charge mensuelle globale de remboursement.
Désigné avant 2016 par rachat de crédits ("RAC") ou par celui de "restructuration de crédits", le seul terme juridique est celui de regroupement de crédits, selon le code de la consommation.

## Histoire
Cette pratique très développée dans les pays anglo-saxons se développe depuis les années 1980 en France, à cause notamment du surendettement des ménages dû en particulier aux accident de la vie : chômage, séparations, maladies, morts. Le regroupement de crédits est légalement interdit pour les personnes en situation de surendettement ; il sert à rééquilibrer un endettement bancal. Le développement des crédits renouvelables (autrefois appelés : "revolving") est stoppé depuis 2010. Les banques y voient également un nouveau segment de service dans le secteur de la banque de détail.
Entre 1980 et 1990, ce sont essentiellement des prêteurs allemands qui sont les premiers à proposer aux Français le regroupement de leurs prêts en un seul. Ainsi, la Credit Commerzbank et la Hamburghyp Hypothekenbank interviennent, uniquement pour les foyers propriétaires ou en accession à la propriété, sous forme de prêts hypothécaires.
En France, ce sont la banque RSGB (Royal Saint-Georges Bank, maintenant renommée My Money Bank) et le CFCAL (Crédit Foncier Communal d’Alsace Lorraine) qui sont les pionniers financiers du marché du regroupement de crédits.
Les options d'un regroupement de crédits incluent:
- les dettes d'emprunts, avec la possibilité d'obtenir un taux plus bas, selon l'évolution des taux des prêts,
- des dettes de consommation, voire : fiscales. Même sans taux d'intérêt, le regroupement de ces dettes permet de réduire la charge de remboursement,
- l'octroi d'une trésorerie supplémentaire, pour répondre à des besoins sans alourdir la charge totale de remboursement.

Les prêteurs spécialisés en regroupement de crédits exigent généralement que toutes les dettes soient regroupées. En effet, la persistance de plusieurs échéances de remboursement accroît le risque de déséquilibre budgétaire.

## Données économiques et sociales

### Production annuelle
Le regroupement de crédits, représente une production annuelle de 2,7 milliards d’euros (octobre 2012 à octobre 2013), en hausse en octobre 2013 de 13,9 % par rapport à octobre 2012, selon les données de l’Association des sociétés financières.
Le marché du regroupement de crédit est caractérisé par une distribution bancaire très largement assurée par les Intermédiaires en opérations de banque et en services de paiement.

## Cadre juridique
Le regroupement de crédit est doté d'un cadre juridique depuis la Loi 2010-837 du 10 juillet 2010, venant en transposition de la Directive européenne sur le crédit à la consommation (Directive CCD). Ces dispositions sont précisées par le Code de la consommation (articles L. 313-11 et R. 313-11 et suivants, de ce Code).
Lorsque le regroupement de crédits est réalisé par un Intermédiaire en opérations de banque et en services de paiement, la réglementation spécifique à ces professionnels s'applique également.

## Prêts et types de regroupement de crédits

### Prêts éligibles au regroupement de crédits
Les dettes ou créances qui peuvent être regroupées sont de différentes sortes : prêt immobilier, prêt personnel, crédit renouvelable, découvert, dette familiale, ou encore retard d’impôt ou de loyer.

### Différents types de regroupement possibles
- Le regroupement de crédits à la consommation (LS1) : la part des encours immobiliers doit être inférieure à 60 % de la somme totale des capitaux à reprendre.
- Le regroupement de crédits immobiliers (LS2) : la part des encours immobiliers doit être supérieure à 60 % de la somme totale des capitaux à reprendre.

## Avantages
Le regroupement de crédits en une seule mensualité permet d'améliorer la solvabilité de l'emprunteur. L’objectif est également de diminuer son taux d’endettement en deçà du seuil indicatif (non juridique) de 33 % de ses revenus. En retrouvant un meilleur équilibre financier, l'emprunteur s'expose moins au risque du surendettement : l'impossibilité de faire face aux échéances de remboursement.
Cette opération offre la possibilité de financer de nouveaux projets (facultatif) et d’améliorer la capacité d’épargne de l'emprunteur, grâce à la simplification de son budget.

## Frais
Les frais qui accompagnent un regroupement de crédits sont de plusieurs natures :
- Les frais de dossier de la banque qui accepte le financement,
- Les frais de garantie (caution ou hypothèque),
- Les frais d'intermédiation dans le cas où l’emprunteur passe par un intermédiaire en opérations de banque et en services de paiement,
- Les frais de remboursement anticipé (Indemnité de Remboursement Anticipé) des précédents crédits,
- Les frais de notaire si le regroupement de crédits prend la forme d'un prêt immobilier,
- L'allongement de la durée de remboursement entraîne souvent la majoration du coût total du crédit, même à taux moyen plus faible. C'est le prix du retour à un meilleur équilibre de remboursement.